# Yūya Nakasaka
Yūya Nakasaka (中坂勇哉?, Nakasaka Yūya; Tokushima, 8 maggio 1997) è un calciatore giapponese, centrocampista del Basara Hyogo.

## Statistiche

### Presenze e reti nei club
Statistiche aggiornate all'8 dicembre 2024.
| Stagione           | Club               | Campionato         | Campionato | Campionato | Coppe nazionali | Coppe nazionali | Coppe nazionali | Coppe continentali | Coppe continentali | Coppe continentali | Altre coppe | Altre coppe | Altre coppe | Totale | Totale |
| Stagione           | Club               | Comp               | Pres       | Reti       | Comp            | Pres            | Reti            | Comp               | Pres               | Reti               | Comp        | Pres        | Reti        | Pres   | Reti   |
| ------------------ | ------------------ | ------------------ | ---------- | ---------- | --------------- | --------------- | --------------- | ------------------ | ------------------ | ------------------ | ----------- | ----------- | ----------- | ------ | ------ |
| 2016               | Vissel Kōbe        | J1                 | 12         | 1          | CG+CdL          | 3+5             | 1+2             | -                  | -                  | -                  | -           | -           | -           | 20     | 4      |
| 2017               | Vissel Kōbe        | J1                 | 14         | 2          | CG+CdL          | 3+7             | 0+3             | -                  | -                  | -                  | -           | -           | -           | 24     | 5      |
| gen.-ago. 2018     | Vissel Kōbe        | J1                 | 0          | 0          | CG+CdL          | 2+4             | 0               | -                  | -                  | -                  | -           | -           | -           | 6      | 0      |
| ago.-dic. 2018     | Peralada           | SDB                | 4          | 0          | -               | -               | -               | -                  | -                  | -                  |             | -           | -           | 4      | 0      |
| gen.-ago. 2019     | Vissel Kōbe        | J1                 | 1          | 0          | CG+CdL          | 1+2             | 0               | -                  | -                  | -                  | -           | -           | -           | 4      | 0      |
| ago.-dic. 2019     | Kyoto Sanga        | J2                 | 7          | 1          | -               | -               | -               | -                  | -                  | -                  | -           | -           | -           | 7      | 1      |
| 2020               | Vissel Kōbe        | J1                 | 2          | 0          | CdL             | 0               | 0               | ACL                | 1                  | 0                  | SG          | 0           | 0           | 3      | 0      |
| 2021               | Vissel Kōbe        | J1                 | 28         | 3          | CG+CdL          | 3+3             | 0+1             | -                  | -                  | -                  | -           | -           | -           | 34     | 4      |
| 2022               | Vissel Kōbe        | J1                 | 8          | 0          | CG+CdL          | 3+1             | 0               | ACL                | 6                  | 0                  | -           | -           | -           | 18     | 0      |
| 2023               | Vissel Kōbe        | J1                 | 0          | 0          | CG+CdL          | 0+5             | 0               | -                  | -                  | -                  | -           | -           | -           | 5      | 0      |
| 2024               | Vissel Kōbe        | J1                 | 0          | 0          | CG+CdL          | 0+2             | 0               | ACL                | 0                  | 0                  | SG          | 0           | 0           | 2      | 0      |
| Totale Vissel Kōbe | Totale Vissel Kōbe | Totale Vissel Kōbe | 65         | 6          |                 | 44              | 7               |                    | 7                  | 0                  |             | 0           | 0           | 116    | 13     |
| Totale carriera    | Totale carriera    | Totale carriera    | 76         | 7          |                 | 44              | 7               |                    | 7                  | 0                  |             | 0           | 0           | 127    | 14     |

## Palmarès

### Club

#### Competizioni nazionali
- Supercoppa del Giappone: 1

Vissel Kōbe: 2020
- Campionato giapponese: 2

Vissel Kōbe: 2023, 2024
- Coppa dell'Imperatore: 1

Vissel Kōbe: 2024